# J. League Division 2 2005
La J. League Division 2 2005 fue la séptima temporada de la J. League Division 2. Contó con la participación de doce equipos. El torneo comenzó el 5 de marzo y terminó el 3 de diciembre de 2005.
Los nuevos participantes fueron los equipos ascendidos de la Japan Football League: el campeón Otsuka Pharmaceutical, quien pasó a competir bajo la denominación de Tokushima Vortis, y el tercero, Thespa Kusatsu; ambos cuadros tuvieron sus respectivos debuts en el torneo. Por otro lado, no hubo descensos de la J. League Division 1 por primera vez desde la creación de la J. League Division 2.
El campeón fue Kyoto Purple Sanga, por lo que ascendió a Primera División. Por otra parte, salió subcampeón Avispa Fukuoka, quien también ganó su derecho a disputar la J. League Division 1. Además, Ventforet Kofu venció en la promoción entre J1 y J2 a Kashiwa Reysol, de manera tal que se transformó en el tercer ascendido a la máxima categoría y el primer equipo en lograrlo mediante este método.

## Ascensos y descensos
| Descendidos de la J. League Division 2 2004 |
| ------------------------------------------- |
| No hubo                                     |

| Torneo | Ascendidos a la J. League Division 2 2005 |
| ------ | ----------------------------------------- |
| JFL    | Otsuka Pharmaceutical                     |
| JFL    | Thespa Kusatsu                            |

| Pos | Ascendidos a la J. League Division 1 2005 |
| --- | ----------------------------------------- |
| 1.º | Kawasaki Frontale                         |
| 2.º | Omiya Ardija                              |

| Descendidos de la J. League Division 1 2004 |
| ------------------------------------------- |
| No hubo                                     |

## Reglamento de juego
El torneo se disputó en un formato de todos contra todos a doble ida y vuelta, de manera tal que cada equipo debió jugar dos partidos de local y dos de visitante contra sus otros once contrincantes. Una victoria se puntuaba con tres unidades, mientras que el empate valía un punto y la derrota, ninguno.
Para desempatar se utilizaron los siguientes criterios:
1. Puntos
2. Diferencia de goles
3. Goles anotados
4. Resultados entre los equipos en cuestión
5. Desempate o sorteo

Los dos equipos con más puntos al final del campeonato ascenderían a la J. League Division 1 2006. El tercero jugaría una promoción con el 16º de la tabla de posiciones de la J. League Division 1 2005 en serie de dos partidos, a ida y vuelta. En caso de empate en el marcador global, se jugaría una prórroga sin gol de oro; si aún persistía la igualdad, se ejecutaría una tanda de penales.

## Tabla de posiciones
| Pos. | Equipo                 | Pts. | PJ | G  | E  | P  | GF | GC | Dif. | Ascenso                               |
| ---- | ---------------------- | ---- | -- | -- | -- | -- | -- | -- | ---- | ------------------------------------- |
| 1    | Kyoto Purple Sanga (C) | 97   | 44 | 30 | 7  | 7  | 89 | 40 | +49  | Ascendido a J. League Division 1 2006 |
| 2    | Avispa Fukuoka         | 78   | 44 | 21 | 15 | 8  | 72 | 43 | +29  | Ascendido a J. League Division 1 2006 |
| 3    | Ventforet Kofu         | 69   | 44 | 19 | 12 | 13 | 78 | 64 | +14  | Promoción J1/J2                       |
| 4    | Vegalta Sendai         | 68   | 44 | 19 | 11 | 14 | 66 | 47 | +19  |                                       |
| 5    | Montedio Yamagata      | 64   | 44 | 16 | 16 | 12 | 54 | 45 | +9   |                                       |
| 6    | Consadole Sapporo      | 63   | 44 | 17 | 12 | 15 | 54 | 57 | −3   |                                       |
| 7    | Shonan Bellmare        | 54   | 44 | 13 | 15 | 16 | 46 | 59 | −13  |                                       |
| 8    | Sagan Tosu             | 52   | 44 | 14 | 10 | 20 | 58 | 58 | 0    |                                       |
| 9    | Tokushima Vortis       | 52   | 44 | 12 | 16 | 16 | 60 | 76 | −16  |                                       |
| 10   | Mito HollyHock         | 52   | 44 | 13 | 13 | 18 | 41 | 57 | −16  |                                       |
| 11   | Yokohama F.C.          | 45   | 44 | 10 | 15 | 19 | 48 | 64 | −16  |                                       |
| 12   | Thespa Kusatsu         | 23   | 44 | 5  | 8  | 31 | 26 | 82 | −56  |                                       |

 Fuente: J. League Data Site: 2005 J.LEAGUE Division 2 League table
Criterios de clasificación: 1) puntos; 2) diferencia de goles; 3) número de goles marcados; 4) resultados entre los equipos en cuestión.

## Promoción J1/J2
| 7 de diciembre de 2005, 19:04 (UTC+9) | Ventforet Kofu          | 2:1 (1:1) | Kashiwa Reysol | Estadio Yamanashi Chuo Bank, Kōfu                          |                                                            |
|                                       | Kuranuki 25' · Baré 48' | Reporte   | Reinaldo 11'   | Asistencia: 12.372 espectadores Árbitro(s): Jōji Kashihara | Asistencia: 12.372 espectadores Árbitro(s): Jōji Kashihara |

| 10 de diciembre de 2005, 15:04 (UTC+9) | Kashiwa Reysol             | 2:6 (0:2) | Ventforet Kofu                    | Estadio Hitachi, Kashiwa                                    |                                                             |
|                                        | Reinaldo 52' · Unozawa 86' | Reporte   | Baré 10', 27', 53', 68', 69', 87' | Asistencia: 12.013 espectadores Árbitro(s): Masayoshi Okada | Asistencia: 12.013 espectadores Árbitro(s): Masayoshi Okada |

Ventforet Kofu ganó por 8 a 3 en el marcador global y ascendió a la J. League Division 1 para la temporada 2006, al mismo tiempo que Kashiwa Reysol descendió a la J. League Division 2.

## Campeón
|                                       |
|                                       |
| Campeón Kyoto Purple Sanga 2.º título |